# 岳南鉄道5000系電車
岳南鉄道5000系電車（がくなんてつどう5000けいでんしゃ）は、1981年（昭和56年）に登場した岳南鉄道の電車である。

## 概要
岳南鉄道で使用されていた1100形などの旧型車両を置き換えるため、1981年に東京急行電鉄（東急）から初代5000系8両の譲渡を受け改造の上導入された車両である。制御電動車モハ5000形（モハ5001 - 5004）と制御車クハ5100形（クハ5101 - 5104）からなる2両編成4本が導入された。
本形式の導入により、仕様の様々な他車からの譲渡車により運用されていた岳南鉄道の電車形式は統一されたが、老朽化と後継である7000形の導入により1998年12月に定期運用を終了した。

## 車両概説

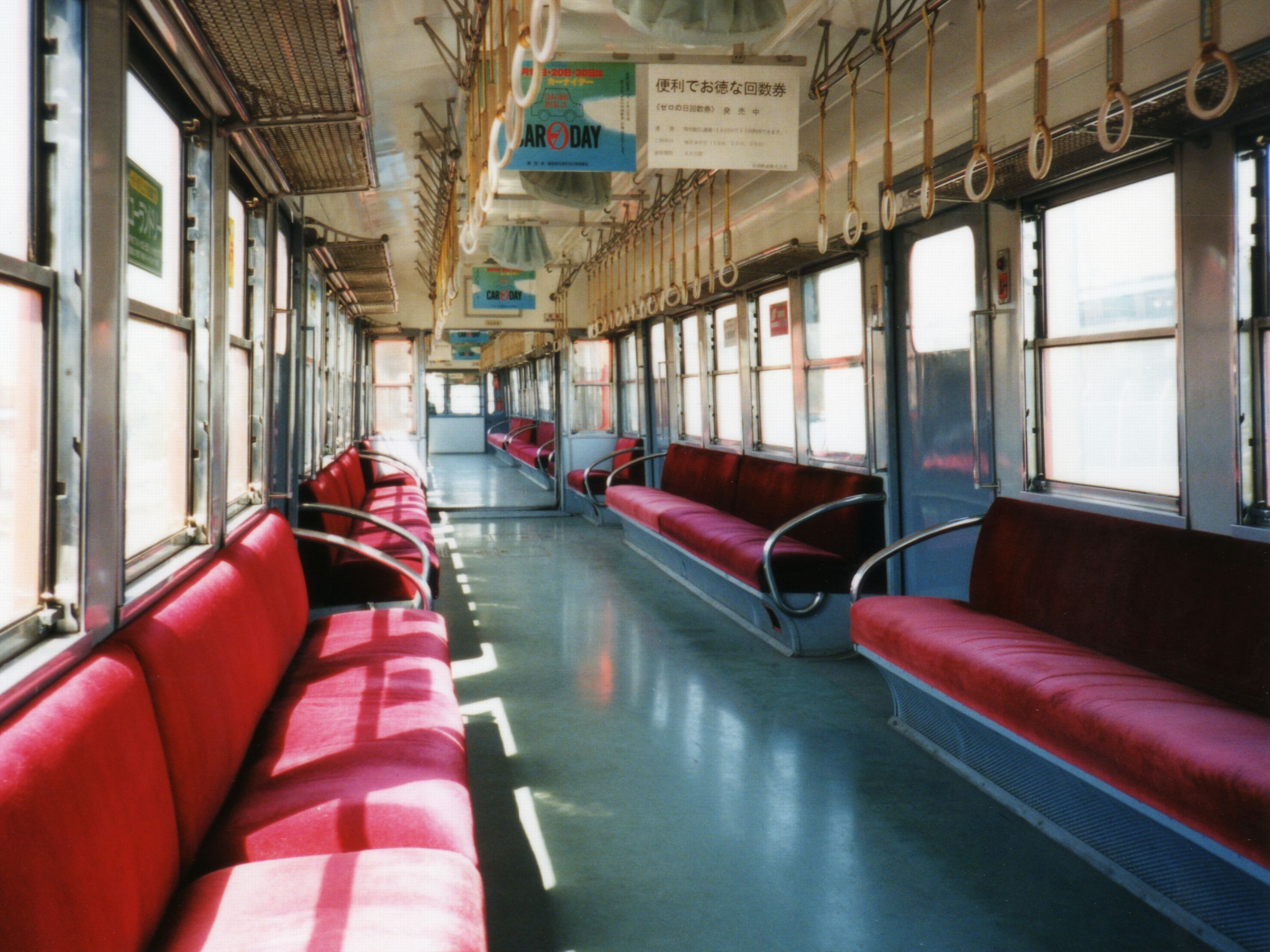
5000系車内（2000年ごろ）

譲渡に当たっては、東横車輛電設（現・東急テクノシステム）により改造工事が実施された。このとき前照灯がシールドビーム一灯化され、通過標識灯が撤去された。また、妻面側棒連結器は密着自動連結器に交換された。このほか、集電装置（パンタグラフ）のすり板の材質が変更されたこと以外は機器類の大きな改造は行われていない。
外装は岳南鉄道に移籍して以来、同社の在来車に準じたインターナショナルオレンジ地に細い白帯を窓下に巻いた塗装で、通称「赤ガエル」と呼ばれた。また、運用末期の1997年10月には引退を記念して、モハ5001・クハ5101が東急時代のライトグリーン（通称「青ガエル」）へ塗装変更された。
在来の旧型車を一斉に置き換え、岳南線の旅客用電車は本形式に統一された。これにより、特に電力消費量が著しく改善され、電力会社の契約電力量をワンランク下げることができたというエピソードがある。

## 形式別概説

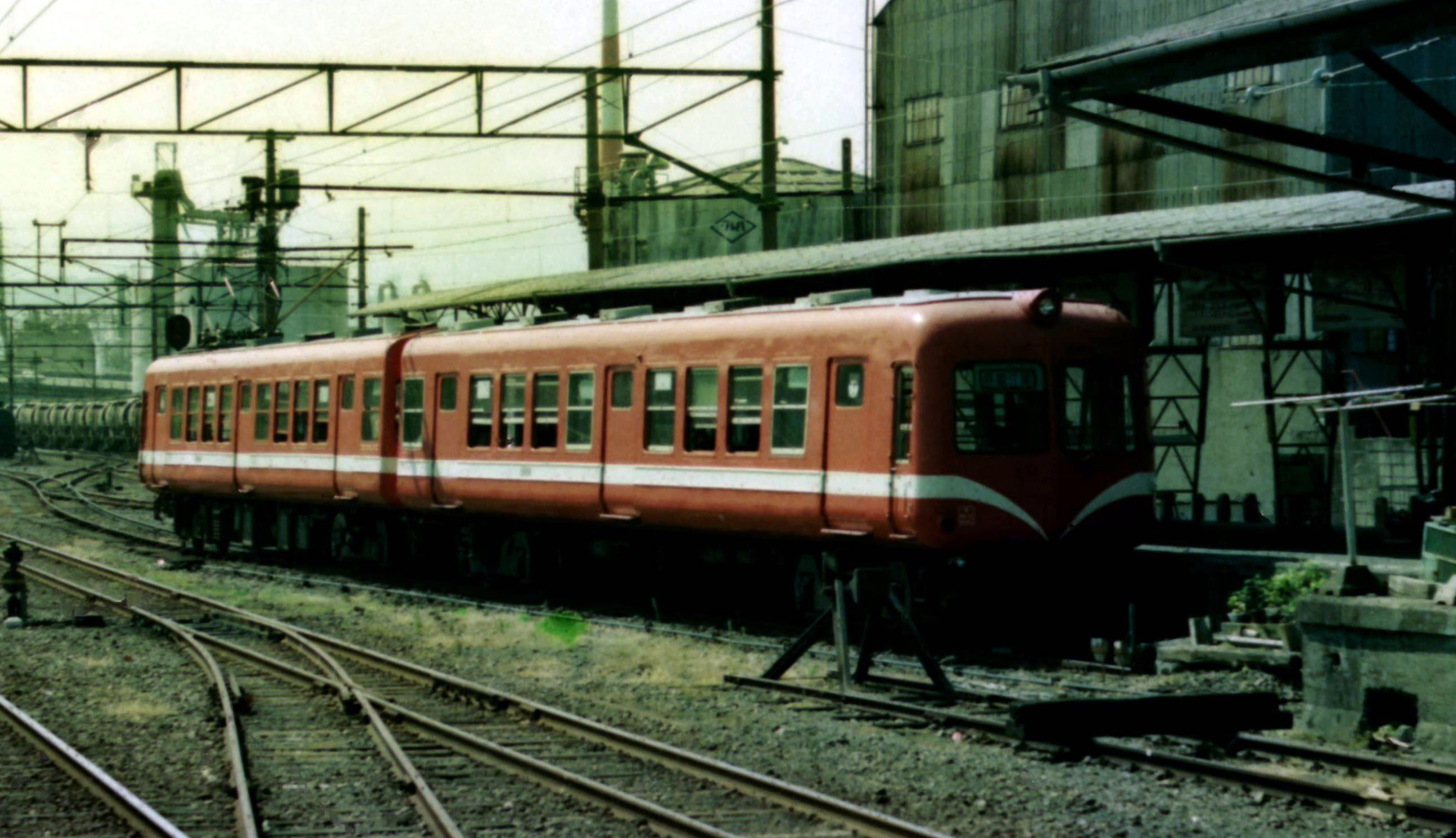
手前からクハ5100形、モハ5000形（1981年頃ごろ）

本形式は制御電動車モハ5000形と制御車クハ5100形の2車種により構成された。

### モハ5000形
モハ5000形は譲受以前、奇数番号車が渋谷向き、偶数番号車が桜木町向きだった。しかし、岳南での使用に当たってはすべて岳南江尾向きになるよう揃えるため、編成によって輸送経路を変更した。すなわち、元奇数番号車のモハ5001・5004を含む編成は八王子・新宿・新鶴見経由、元偶数番号車のモハ5002・5003を含む編成は八王子・新座・梶ヶ谷・新鶴見経由とされた。よって、床下機器の配置やジャンパ栓、エアホースなどは、元奇数番号車と元偶数番号車とで反転した形になった。
電動発電機（MG）や空気圧縮機（CP）はモハ5000形に集中搭載された。

### クハ5100形
長野電鉄への譲渡により東急5000系の制御車が不足したため、クハ5100形は東急5000系の譲渡車両では初となる中間車の先頭車化改造によりこれを補った。新造された運転台および前面形状はモハ5000形に準じたものとなっていた。
クハ5100形はモハ5000形の方向転換を見越して先頭車化改造されたため、車両によって運転台が新設された向きが異なった。また、この工事により桜木町向きの妻面に運転台を新設したクハ5101・5104はすべての客用扉が連結面方向に開いた。一方で渋谷向きに運転台を新設したクハ5102・5103は、新設した運転室と戸袋の干渉を防ぐため新設運転室寄りの扉は連結面方向に開き、中央と連結面寄りの扉は前面方向に開いた。
クハ5103は、他のクハ5100形が付随車である東急サハ5350形の改造であるのに対して、唯一電動車である東急デハ5100形の改造車である。この車両の電装を解除する際に発生した電装品は、1982年に廃車となった東急デハ5103の部品とともに予備部品として岳南鉄道へ譲渡された。

## 廃車

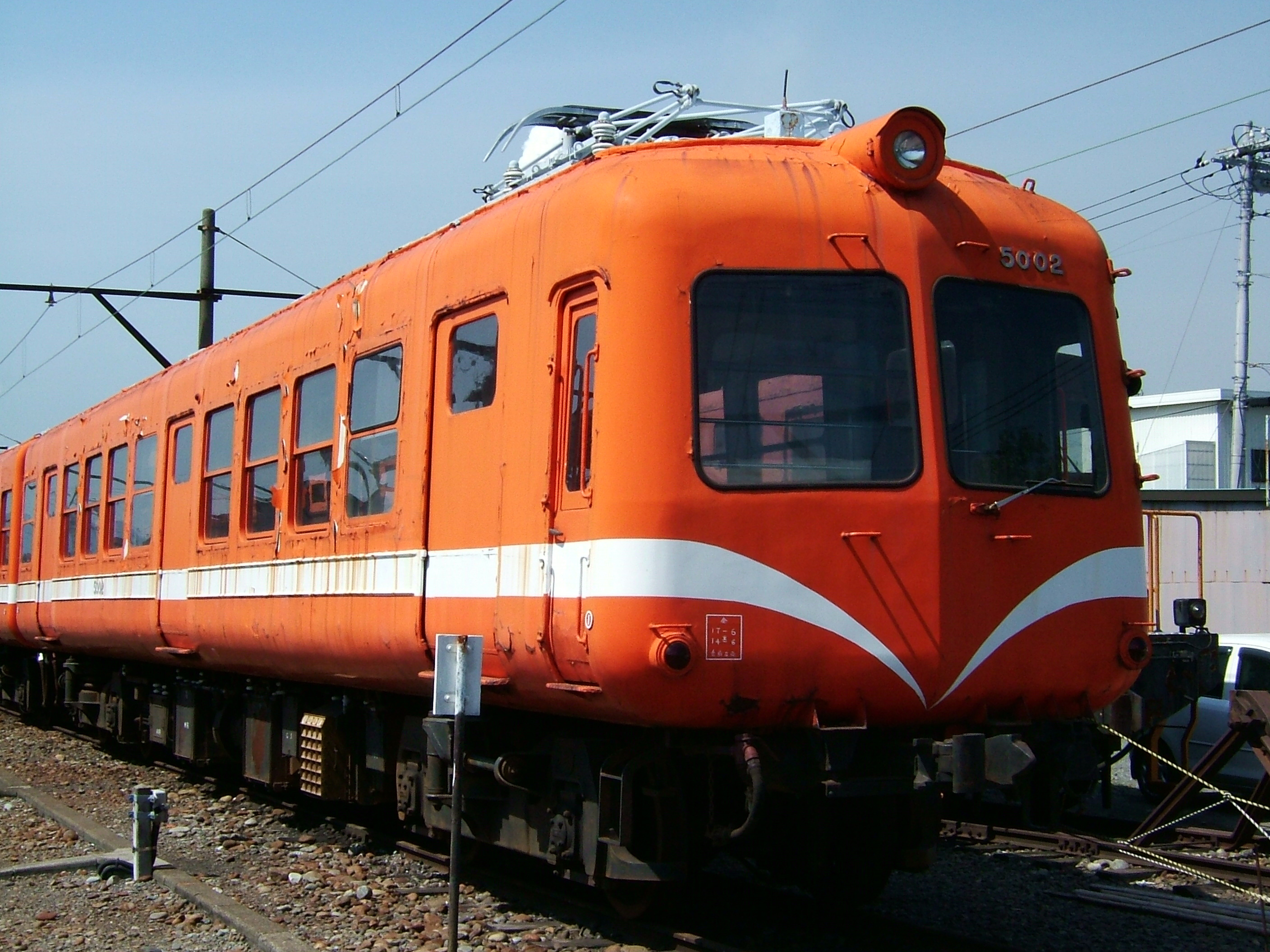
定期運用離脱後のモハ5002とクハ5102（2004年9月16日）

長らく岳南鉄道の主力車両として使用されてきたが、老朽化の進行により京王3000系電車を改造した7000形に置き換えられ、1997年12月22日には青ガエル塗装車が引退。1998年12月には7000形が出そろったことから予備車となり定期運用を離脱した。2006年（平成18年）には予備編成も除籍されて形式消滅した。
その後も長らく解体されず、比奈駅 - 岳南富士岡駅間の貨物ヤードには5001・5003編成が、岳南富士岡駅構内には5002・5004編成の、4編成すべてが留置されていた。しかし、雨風にさらされて塗装剥離や腐食が進み、2008年（平成20年）の夏にすべて解体された。

## 編成表
凡例
Mc …制御電動車、Tc …制御車、MG …電動発電機、CP …空気圧縮機、PT …集電装置、括弧内は東急在籍時代の車両番号
|          | ← 岳南江尾吉原 → \|入線                                         |                                                                 |               |
| 形式     | モハ5000                                                        | クハ5100                                                        |               |
| 区分     | Mc                                                              | Tc                                                              |               |
| 車両番号 | 5001 (デハ5027) 5002 (デハ5028) 5003 (デハ5040) 5004 (デハ5049) | 5101 (サハ5361) 5102 (サハ5363) 5103 (デハ5114) 5104 (サハ5364) | 1981年6月10日 |
| 搭載機器 | MG,CP,PT                                                        |                                                                 |               |
| 自重     | 28.6 t                                                          | 20.5 t                                                          |               |
| 定員     | 140                                                             | 140                                                             |               |